# Batallón Sich
El Batallón Sich (en ucraniano: Батальйон "Сiч"), conocida oficialmente como la 4.ª Compañía Sich del Regimiento de Kiev (4-та рота «Січ» полку «Київ», 4-ta rota "Sich" polku "Kyiv" ), es un batallón de policía especial ucraniano formado por voluntarios de Kiev. La unidad se creó en junio de 2014 por voluntarios de extrema derecha del partido Svoboda al inicio de la guerra en el  Dombás.

## Historia

### Fundación y primeras operaciones

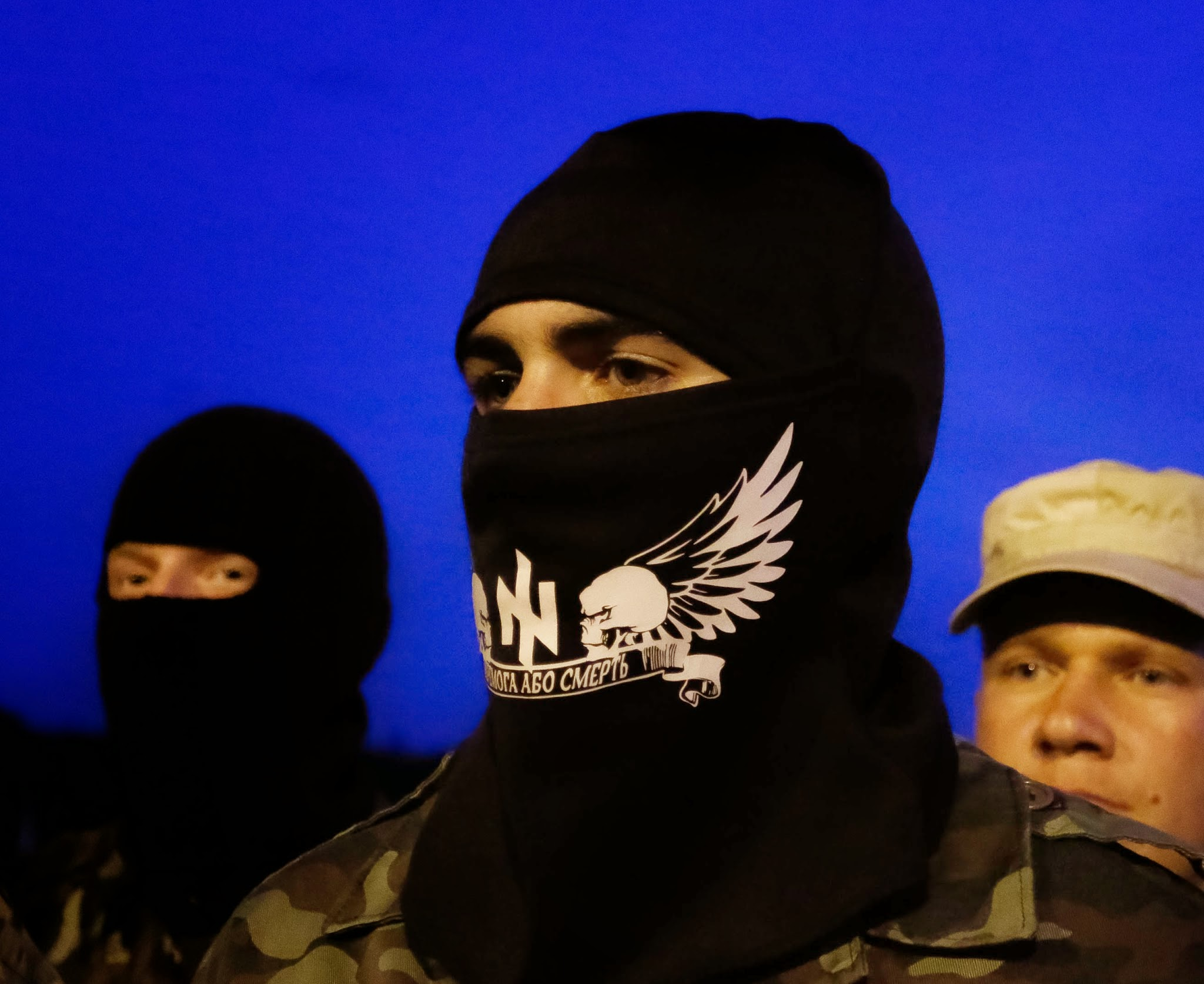
Miembro del Batallón Sich con pasamontañas y Wolfsangel.

El Batallón Sich fue creado por el partido de extrema derecha Svoboda en junio de 2014. La unidad une a varios batallones de voluntarios ucranianos formados al inicio del conflicto en el Dombáss en 2014, junto al batallónBatallón Svyatyi Mykolai o Batallón Donbas, para luchar contra los separatistas prorrusos en el este de Ucrania. El Batallón Sich se convirtió oficialmente en una unidad activa del Ministerio del Interior de Ucrania tras sus ceremonia de juramento el 26 de agosto de 2014, y está compuesto de alrededor de 50 voluntarios, algunos cuales tienen servicion militar previo. Al igual que otras unidades de voluntarios, los miembros del batallón se sometieron a dos meses de entrenamiento básico antes de la activación y comenzaron a enfrentarse a fuerzas separatistas con entrenamiento y equipo mínimo. Si bien el Batallón Sich era mucho más pequeño que otras unidades de voluntarios, fue diseñado con el propósito específico de combatir a los insurgentes durante los disturbios prorrusos de 2014 en Ucrania.

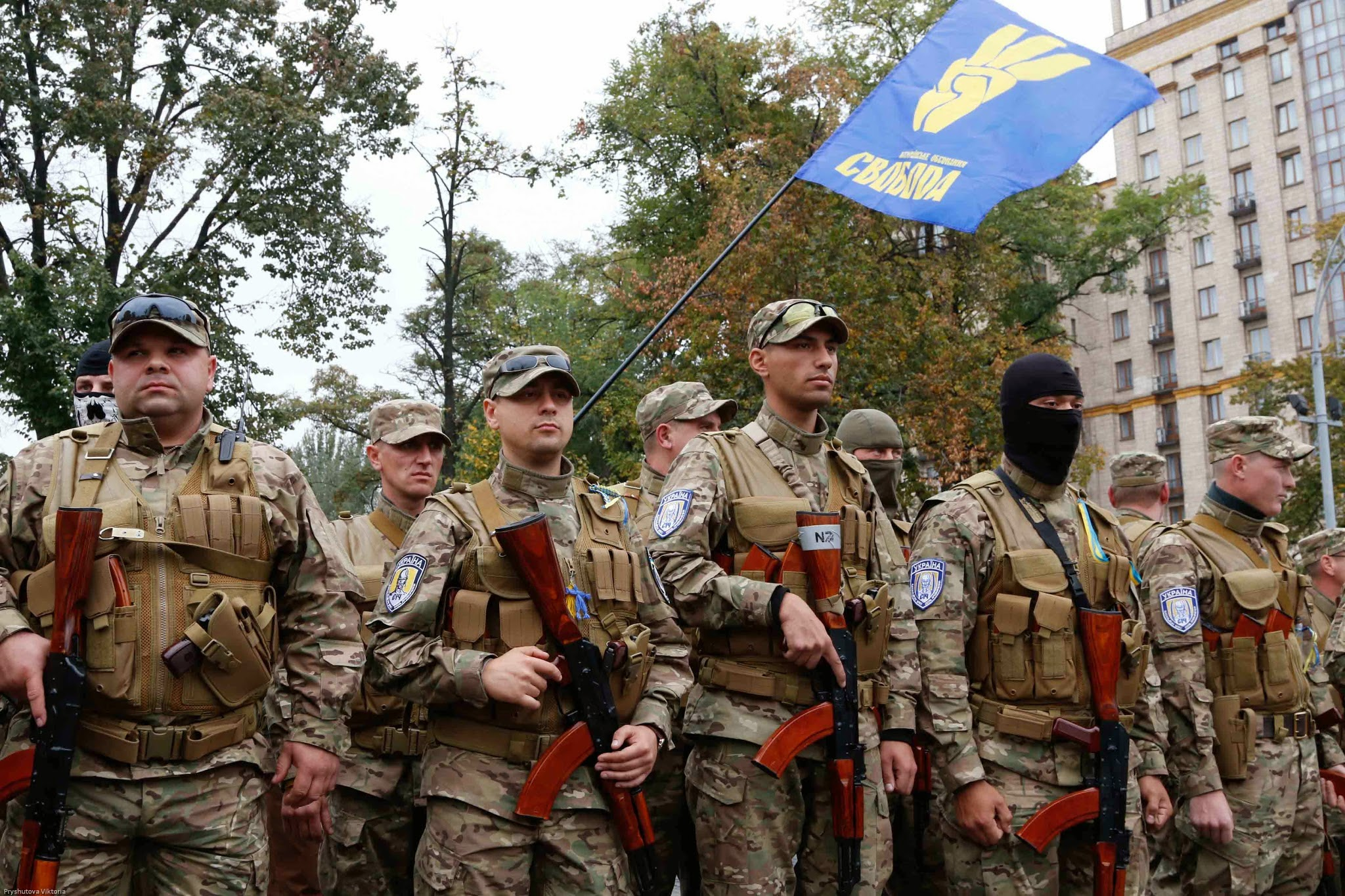
Voluntarios del Batallón Sich, detrás de ellos está la bandera de Svoboda.

El 26 de agosto de 2014, unos 100 soldados del batallón prestaron juramento de lealtad al pueblo de Ucrania, después de lo cual unos 50 soldados se dirigieron a la zona ATO (zonas controladas por los separatistas). Las despedidas solemnes tuvieron lugar en la calle Instytutska en Kiev, donde los héroes de los Cien Celestiales murieron en el invierno.
Junto con los soldados, siete diputados del pueblo del Partido Svoboda fueron al Este: Yuriy Syrotiuk, Oleksiy Kaida, Oleh Osukhovsky, Oleh Gelevey, Oleksandr Myrnyi, Andriy Tyagnybok y Oleksiy Furman Se turnaron para acompañar a los combatientes durante su estancia en la zona de operación antiterrorista. 
El 27 de septiembre, los combatientes del batallón regresaron de la operación antiterrorista a su lugar de despliegue. El 30 de septiembre, tras una ceremonia solemne, una nueva unidad especial del batallón partió hacia el este de Ucrania.
Según el servicio de prensa del batallón, parte de la unidad está ubicada en la Región de Donetsk cerca de Kurakhovo, donde realiza tareas para proteger la presa Kurakhiv TPP. El campamento base del batallón está ubicado en Sloviansk, donde las fuerzas especiales protegen la ciudad y mantienen la ley y el orden.

### Operaciones como unidad policial
En 2015, el Ministerio del Interior prohibió a las personas inscritas en partidos políticos alistarse en sus unidades. El Batallón Sich cortó sus vínculos oficiales con Svoboda, y el 21 de diciembre de 2015, el Batallón Sich se reformó en la 4ª Compañía "Sich" del Regimiento de Kiev, como parte de la policía especial Policía de patrulla de tareas especiales de la ciudad de Kiev, con Maxim Morozov como su comandante.
Arsen Avakov, jefe del Ministerio del Interior de Ucrania, dijo que un miembro del Batallón Sich fue arrestado después de que un miembro de la Guardia Nacional de Ucrania fuera asesinado durante los disturbios en Kiev el 31 de agosto de 2015.
Al inicio de la Invasión rusa de Ucrania, el Batallón Sich luchó contra la ofensiva rusa de Kiev. Posteriormente se redesplegó para combatir la ofensiva de Ucrania oriental, participando en la Batalla de Járkov.